# Amt Lichtenberg (Fürstentum Bayreuth)

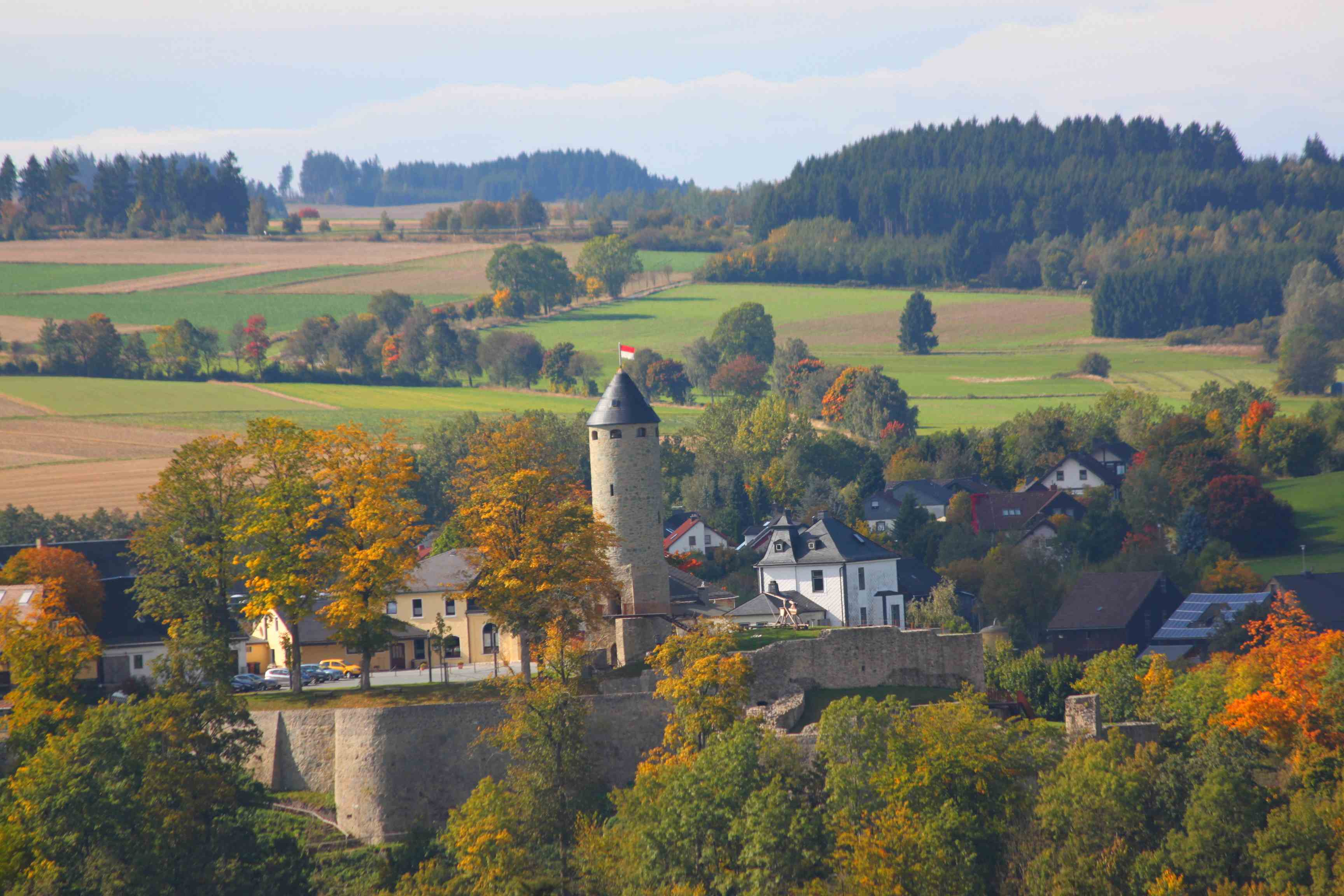
Die Burg Lichtenberg, der ehemalige Verwaltungssitz der Amtes Lichtenberg

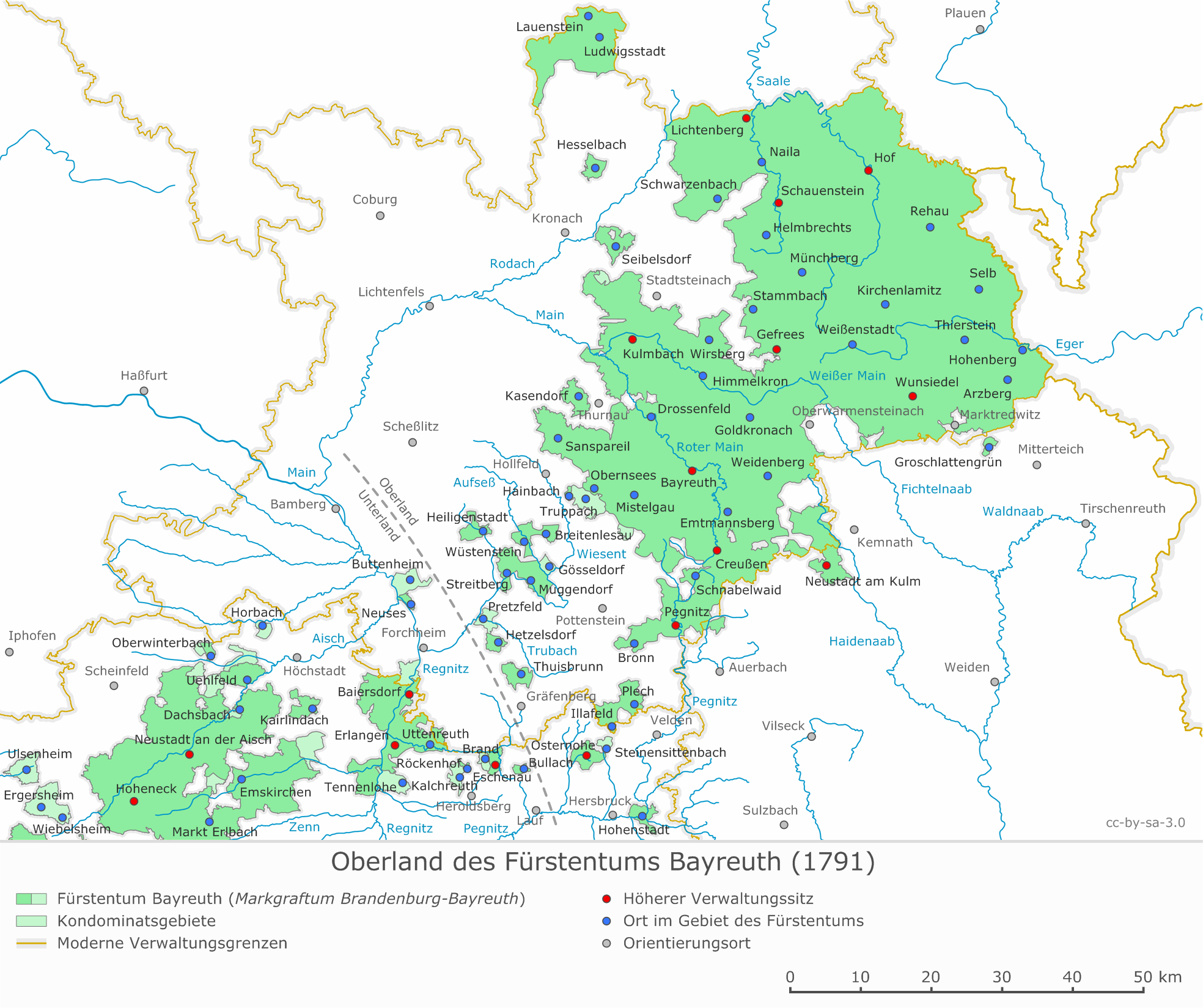
Das Oberland des Fürstentums Bayreuth mit dem Amt Lichtenberg an dessen Nordgrenze

Das Amt Lichtenberg war ein Verwaltungsgebiet des Fürstentums Bayreuth, einem reichsunmittelbaren Territorium im Heiligen Römischen Reich. Das dem Fränkischen Reichskreis zugeordnete Fürstentum Bayreuth wurde auch als Markgraftum Brandenburg-Bayreuth bezeichnet und bis zum Ende des 18. Jahrhunderts von Nebenlinien des Hauses Hohenzollern regiert.

## Geografie
Das Amt Lichtenberg gehörte zum Kerngebiet des brandenburg-bayreuthischen Oberlandes und bildete dessen nordwestlichsten Teil. Es war eines der beiden Teilämter des Oberamtes Lichtenberg, zu dem noch das Amt Lauenstein gehörte. Von diesem isoliert gelegenem Amt war es aber durch einen Gebietsstreifen getrennt, dessen südwestlicher Teil zum Hochstift Bamberg gehörte, während die nordöstlichen Teile dem Fürstentum Saalfeld und der Grafschaft Reuß-Ebersdorf angehörten. 

## Geschichte
Bis zur ersten Hälfte des 17. Jahrhunderts hatte das Amt Lichtenberg der Herrschaft reichsunmittelbarer Adeliger unterstanden, danach ging es in den Besitz des Fürstentums Bayreuth über. Der Besitzübergang erfolgte dabei in zwei Schritten: Zunächst veräußerte die überschuldete Lichtenberger Linie der Adelsfamilie der von Waldenfels ihre Herrschaft Lichtenfels an den litauischen Fürsten 
Janusz Radziwiłł, der ein Schwager des Markgrafen Christian von Brandenburg-Bayreuth war. Dieser erwarb das Lichtenberger Territorium 1628 von seinem Schwager und etablierte dort ein markgräfliches Amt ein. Nur wenig später wurde dann 1631 das Oberamt Lichtenberg eingerichtet, dem sowohl das Amt Lichtenberg unterstellt wurde, wie auch das 1622 erworbene Amt Lauenstein. Als das Oberamt  1777 aufgelöst wurde, wurde es ebenso wie das Amt Lauenstein in die Landeshauptmannschaft Hof eingegliedert. In der Folgezeit verblieb das Amt bei Brandenburg-Bayreuth, bis dieses 1791/1792 preußisch wurde und anschließend als Teil von Ansbach-Bayreuth verwaltet wurde. Das Amt Lichtenberg teilte in den folgenden Jahren das Schicksal des Fürstentums Bayreuth und wurde zusammen mit diesem 1807 einer französischen Militärverwaltung unterstellt, nachdem Preußen im Vierten Koalitionskrieg eine vernichtende Niederlage gegen das napoleonische Frankreich erlitten hatte. Die französische Militärregierung behielt dabei die preußischen Verwaltungsstrukturen bei, denn der französische Kaiser betrachtete das Fürstentum lediglich als ein „pays reservé“, also ein Territorium, das er sich für zukünftige Tauschhandlungen in Reserve vorbehielt. Dies änderte sich erst, als das Königreich Bayern das Fürstentum im Jahr 1810 käuflich erwarb. Im Anschluss an diesen Besitzerwerb wurde die bis dahin intakt gebliebene Behördenorganisation aufgelöst, so dass damit auch das Amt Lichtenberg als Verwaltungssubjekt zu bestehen aufhörte.

## Struktur
Die Verwaltung des Amtes Lichtenberg bestand hauptsächlich aus einem Vogteiamt, das die vogteiherrschaftlichen Rechte über die Besitzungen des Kastenamtes Lichtenberg ausübte. An der Spitze der Amtsverwaltung stand ein Amtmann, der zugleich auch als Oberamtmann des Oberamtes Lichtenberg fungierte. Außerdem gab es einen Richter, der bis zur 1777 erfolgten Auflösung des Oberamtes tätig war.
Folgende Ortschaften lagen innerhalb des Vogteibezirks des Lichtenberger Amtes:
Blechschmidtenhammer, Bobengrün, Burkstein, Carlsgrün, Christusgrün, Dörflas, Dorschenmühle, Dürrenwaid, Dürrnberg, Erlaburg, Fichten, Gerlas, Geroldsgrün, Großenreuth, Heinrichsdorf, Hermesgrün, Hertwegsgrün, Hirschberglein, Horwagen, Kleinschmieden, Knock, Krötenmühle, Langenbach, Lichtenberg, Lochau, Marxgrün, Mittelklingensporn, Mohr, Mordlau, Mühlleithen, Neumühle, Oberklingensporn, Obersteben, Oberzeitelwaidt, Schafhof, Schlehenknock, Schnappen- oder Schneidmühle, Selbitzmühle, Steinbach, Stophelmühle, Thiemitz, Thiemitzmühle, Thierbach, Unterklingensporn, Untersteben, Vogelsmühle, Vorwerk, Ziegelhütte.
Der Hochgerichtsbezirk des Amtes Lichtenberg war deckungsgleich mit dessen Vogteibezirk. De jure stand dem Lichtenberger Amt auch die Wahrnehmung der Hochgerichtsbarkeit in diesem Gebiet zu, faktisch wurde diese aber von der markgräflichen Regierung in Bayreuth selbst ausgeübt.